# 兴岩站
興岩站（韓語：흥암역）是朝鮮民主主義人民共和國咸鏡北道茂山郡笃所里的一個鐵路車站，属于白茂线。

## 邻近车站
白茂线
延上站 - 興岩站 - 南村站